# Tomopterna krugerensis
Tomopterna krugerensis es una especie  de anfibios de la familia Pyxicephalidae.

## Distribución geográfica
Se encuentra en el sur de Angola, Botsuana, sur de Mozambique, Namibia, Sudáfrica, Suazilandia y Zimbabue. 